# Double couche électrique
 (mai 2024).

Schéma de la double couche électrique. (1) Couche dense de Stern, (2) Couche diffuse de Gouy-Chapman.

La double couche électrique est un modèle décrivant la variation du potentiel électrique aux abords d'une surface. Elle intervient principalement lors de l'étude du comportement des colloïdes et des surfaces en contact avec des solutions. L'épaisseur de la double couche électrique est appelée longueur de Debye.

## Historique des modèles de la double couche électrique
Le modèle initial de la double couche électrique est attribué à Helmholtz (1879). Mathématiquement, il a simplement assimilé la double couche à un condensateur, en se basant sur un modèle physique dans lequel une couche d'ions est adsorbée à la surface.
Plus tard, Gouy et Chapman ont apporté des améliorations significatives à ce modèle, en développant séparément la théorie de la double couche diffuse, liée à l'agitation thermique. Ils l'ont publiée à trois ans d'intervalle, respectivement en 1910 et 1913. Dans ce modèle étendu, le potentiel de surface décroît de façon exponentielle à cause d'une couche de contre-ions de la solution, adsorbés à la surface.
Le modèle utilisé aujourd'hui est le modèle de Gouy-Chapman-Stern, qui combine les deux modèles en faisant intervenir la couche dense de Helmholtz (appelée alors couche de Stern) et la couche diffuse de Gouy-Chapman. La couche diffuse commence alors à une distance finie de la paroi.
Les approximations notables de ce modèle sont les suivantes :
- Les ions sont considérés comme des charges ponctuelles.
- Seules les interactions coulombiennes sont significatives.
- La permittivité électrique est constante à l'intérieur de la double couche.
- Le solvant est uniforme à l'échelle atomique.

## Origine des charges de surface
Souvent, lorsqu'une solution aqueuse est en contact avec une surface minérale, celle-ci se charge électriquement, à cause de la dissociation des groupements fonctionnels présents à sa surface. Ainsi, pour la silice (SiO2), portant à sa surface des groupes silanol >Si–OH, des protons H+ peuvent être libérés ou acceptés par ceux-ci, laissant respectivement des fonctions chargées SiO− et SiOH2+ à la surface de la silice suivant les réactions d'autoprotolyse suivantes : 
>Si–OH + H2O   ⇌   >Si–O– + H3O+
>Si–OH + H2O   ⇌   SiOH2+ + OH–
Cette dissociation dépend des espèces présentes en solution, de son pH, etc. Typiquement, pour de l'eau en contact avec de la silice, l'ionisation de surface donne naissance à une charge négative tous les 16 nm2 environ[réf. nécessaire].
Le potentiel zêta ({\displaystyle \zeta }) est la différence de potentiel entre la couche dense de Stern et la solution[réf. nécessaire]. Il caractérise donc la répartition des charges électriques sur la surface.

## Mesure
La répartition des charges électriques au passage des interfaces solide/électrolyte varie fortement. À part au point de charge nulle (pzc ou pcn) des charges de signe opposé se font face au niveau de l'interface. Une telle répartition est assimilable à un condensateur ou capacité. Pour une interface entre un conducteur électronique et un conducteur ionique la capacité interfaciale est mesurable par spectroscopie d'impédance électrochimique.
Pour les interfaces entre métaux liquides et électrolytes, la capacité de double couche est mesurable au travers de la mesure de la tension de surface en fonction de la polarisation. En effet, l'intégration de l'équation électro-capillaire de Gabriel Lippmann donne la relation entre tension superficielle ({\displaystyle \gamma }), polarisation du métal (E) et capacité de la double couche (C) :
{\displaystyle \gamma ={\frac {-CE^{2}}{2}}+constante}